# Kirche Mariä Himmelfahrt (Usundschowo)

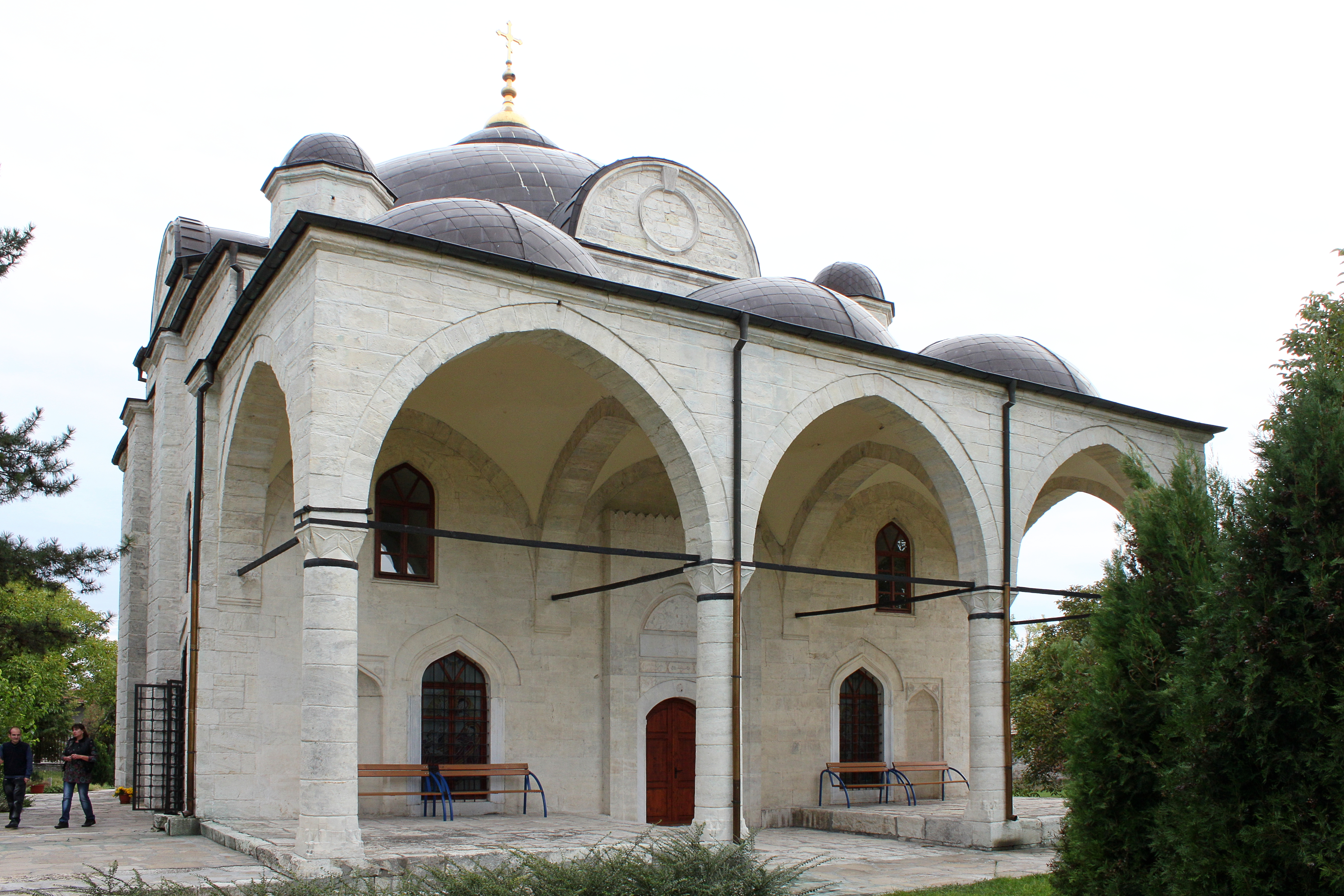
Die Kirche Mariä Himmelfahrt in Usundschowo, Ansicht der Westseite

Die Kirche Mariä Himmelfahrt (bulgarisch Успение Богородично Uspenie Bogoroditschno) ist eine bulgarisch-orthodoxe Kirche in dem Dorf Usundschowo, unweit von Chaskowo in Südbulgarien. Sie ist der Aufnahme Mariä in den Himmel geweiht.
Der Bau wurde als Moschee mit einer sie umgebenden Komplex inklusive einer Karawanserei im späten 16. Jahrhundert vom osmanischen Großwesir Koca Sinan Pascha gestiftet und trug den Namen Koca-Sinan-Pascha-Moschee. Dass der Architekt Sinan war, wie von Joseph von Hammer-Purgstall angenommen, wird von bulgarischen Geschichtswissenschaftlern angezweifelt. Der Reisende Evliya Çelebi erwähnte die Moschee im 17. Jahrhundert.
Nach der Befreiung Bulgariens 1878 und dem Wegzug der moslemischen Bevölkerung wurde die Moschee aufgegeben. 1906 wurde sie in eine Kirche umgewandelt – gegen den Widerstand der Einwohner von Usundschowo, die deren Zerstörung und Verwendung der Materialien der Moschee für eine neue Kirche wünschten.
Heute ist die Kirche ein Kulturdenkmal von nationaler Bedeutung. Am 9. September 2007 wurde die Kirche vom Metropoliten Nikolaj von Plowdiw nach einer notwendigen Restaurierung erneut geweiht.